# Brabham BT19
El Brabham BT19 es un coche de carreras Fórmula 1 diseñado por Ron Tauranac para el equipo británico Brabham. El BT19 compitió en los Campeonatos del Mundo de Fórmula 1 de 1966 y 1967, siendo utilizado por el piloto australiano Jack Brabham para ganar su tercer mundial en 1966. El BT19, al que Brabham se refirió como su "Old Nail" (Clavo Viejo), fue el primer automóvil con el nombre de su conductor en ganar una carrera del Campeonato Mundial de Fórmula 1.
El coche fue concebido en 1965 inicialmente para montar un motor Coventry Climax de 1.5 litros, pero nunca llegó a equiparlo: en la temporada de Fórmula 1 de 1966, la Federación Internacional de Automóvilismo (FIA) duplicó el límite de capacidad del motor a 3 litros. La compañía australiana Repco desarrolló un nuevo motor V8 para el Brabham de 1966, pero un desacuerdo entre Brabham y Tauranac sobre el papel de este último en el equipo de carreras, no dejó tiempo para desarrollar un nuevo chasis para montarlo, por lo que el chasis BT19 existente fue modificado para la tarea.
Solo se construyó un BT19. Fue comprado por Repco en 2004 y exhibido en el Museo Nacional de Deportes en Melbourne, Australia, en 2008. A menudo se expone en eventos de automovilismo.

## Concepto
El BT19 fue creado por el diseñador australiano Ron Tauranac para que la Brabham Racing Organisation (BRO) lo utilizará en la temporada de 1965 del Campeonato del Mundo de Fórmula 1. El BT19, y su contemporáneo, el Lotus 39, fueron construidos para usar el nuevo motor FWMW flat-16 de Coventry Climax. Solo se construyó un ejemplar del BT19, y nunca corrió en su forma original. Climax abandonó el desarrollo del FWMW antes de finales de 1965, sus motores FWMV V8 existentes se demostraron suficientemente potentes como para que el Lotus 33 de Jim Clark alcanzara siete victorias dándole el campeonato de pilotos.
Para 1966, el límite de capacidad de los motores en la Fórmula 1 se duplicó de 1,5 a 3 litros. No era factible ampliar los motores de 1.5 litros existentes para exprimirlos al máximo y Climax decidió no involucrarse en el desarrollo de un nuevo motor de 3 litros, dejando así a muchos equipos sin un motor viable para temporada de 1966.
Los nuevos motores de 3 litros en desarrollo por equipos rivales como Ferrari tenían 12 cilindros. Jack Brabham, propietario y piloto principal de BRO, adoptó un enfoque diferente al problema para obtener un motor adecuado. Persuadió a la compañía australiana Repco para que desarrollara un nuevo motor de ocho cilindros y 3 litros para él basadonse en gran medida en los componentes disponibles, el motor produciría menos potencia que el Ferrari, pero sería más liviano, más fácil de arreglar y más eficiente con el combustible.
Los automóviles Brabham fueron diseñados y construidos por Motor Racing Developments Ltd. (MRD), que era propiedad conjunta de Ron Tauranac y Jack Brabham, y construyeron coches para clientes en diversas series de carreras. El equipo de carreras de Fórmula 1, BRO, era una compañía independiente y totalmente propiedad de Jack Brabham. Compró los monoplazas de MRD, pero Tauranac tuvo poca relación con el equipo entre 1962 y 1965.
Al final de la temporada de 1965, Tauranac estaba perdiendo interés por esta relación, razonando que "que sólo era cuestión de mucho trabajo sin interés real, porque él no iba mucho a las carreras" y "Yo también podría continuar con mi negocio principal, que era vender coches de serie ".  Aunque Brabham sopesó usar el chasis de otros fabricantes, los dos hombres finalmente acordaron que Tauranac tendría una mayor involucración en el equipo de Fórmula 1 y MRD finalmente se hizo cargo por completo de BRO.  Este acuerdo no se materializó hasta noviembre de 1965. Repco entregó el primer ejemplar del nuevo motor a la sede del equipo en el Reino Unido a fines de 1965, Apenas unas semanas antes de la primera carrera de Fórmula 1 con las nuevas regulaciones, el Gran Premio de Sudáfrica del 1 de enero de 1966. En lugar de construir un vehículo nuevo en el tiempo limitado disponible, BRO aprovechó el número de chasis F1-1-1965, el único BT19, no utilizado y en servicio.

## Chasis y suspensión

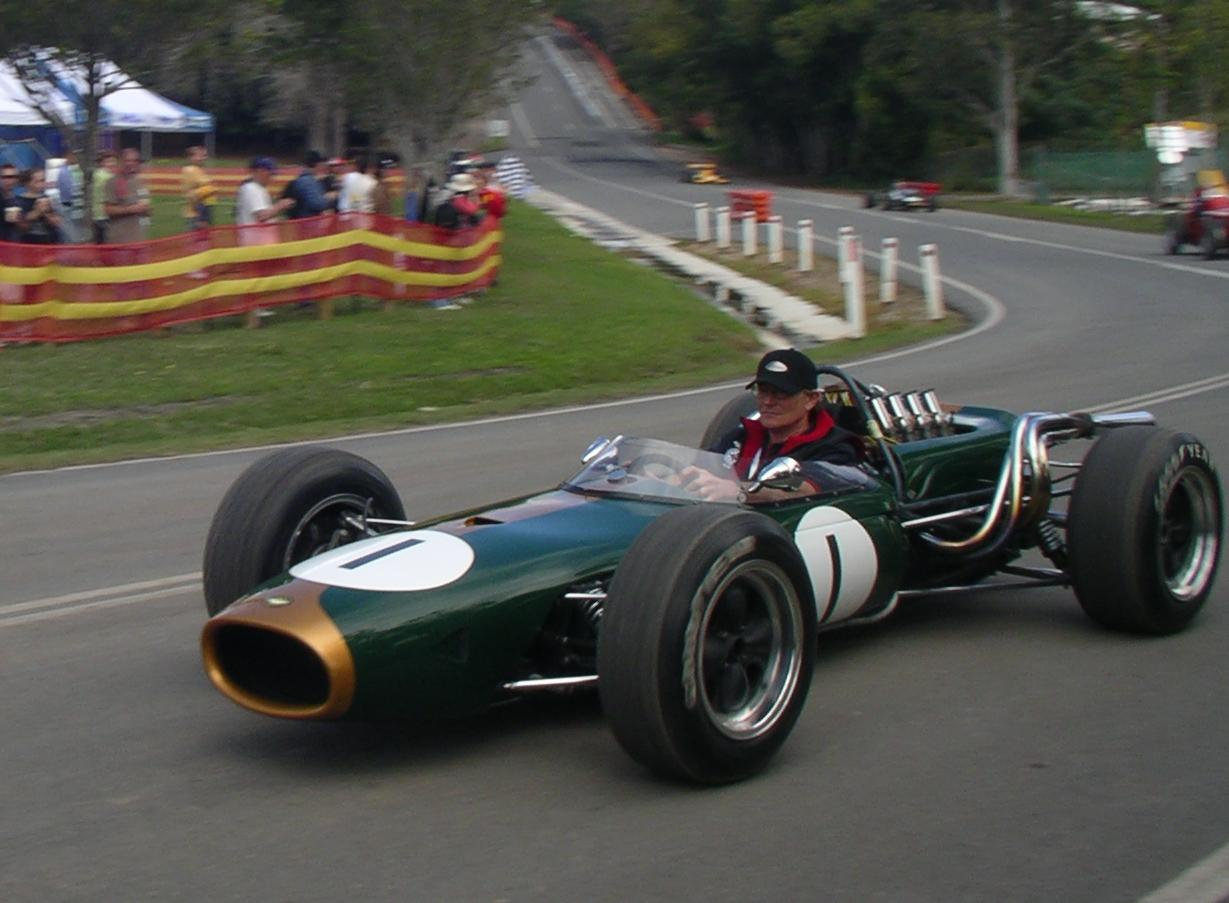
El Brabham BT19 en la exhibición "'Speed on Tweed"' de 2007 en Murwillumbah, Australia.

Tauranac construyó el BT19 en torno a un chasis tubular de acero dulce similar a los utilizados en sus diseños anteriores de Brabham. El uso de una estructura tubular se consideró una decisión de diseño conservadora; En 1966, la mayoría de los contrincantes de Brabham usaban ya el diseño monocasco, teóricamente más ligero y rígido, que fue introducido en la Fórmula 1 por Lotus durante la temporada de 1962. Tauranac creía que los monocasco coetáneos no eran en la práctica más rígidos que un chasis tubular bien diseñado y eran más difíciles de reparar y mantener. Esto último fue una preocupación particular para Brabham, que era el mayor fabricante en el mundo de vehículos de carreras monoplazas en ese momento. La reputación de la empresa se basaba en parte en BRO, que utilizaba la misma tecnología que sus clientes, para quienes la facilidad de reparación era una consideración importante. Una característica ligeramente novedosa fue el uso de tubos de sección ovalada, en lugar de redondos, en torno al habitáculo donde se sienta el conductor. En un bastidor tubular o en un vehículo de carreras monocasco, la cabina es en esencia un agujero en la estructura que lo debilita considerablemente. Para un área de sección transversal dada, el tubo ovalado es más rígido en una dirección que el tubo redondo. Tauranac disponía de tubos ovales que usaba para reforzar el área de la cabina. El monoplaza pesaba en torno a 567kg, y aunque estaba 68kg por encima del límite de peso mínimo para la categoría, aún era uno de los automóviles más livianos en la temporada de 1966. El peso inicial de un Brabham-Repco de 1966 con conductor y combustible se estimó en torno a los 642 kg, aproximadamente, 127 kg menos que el rival más poderoso, el Cooper T81-Maserati.

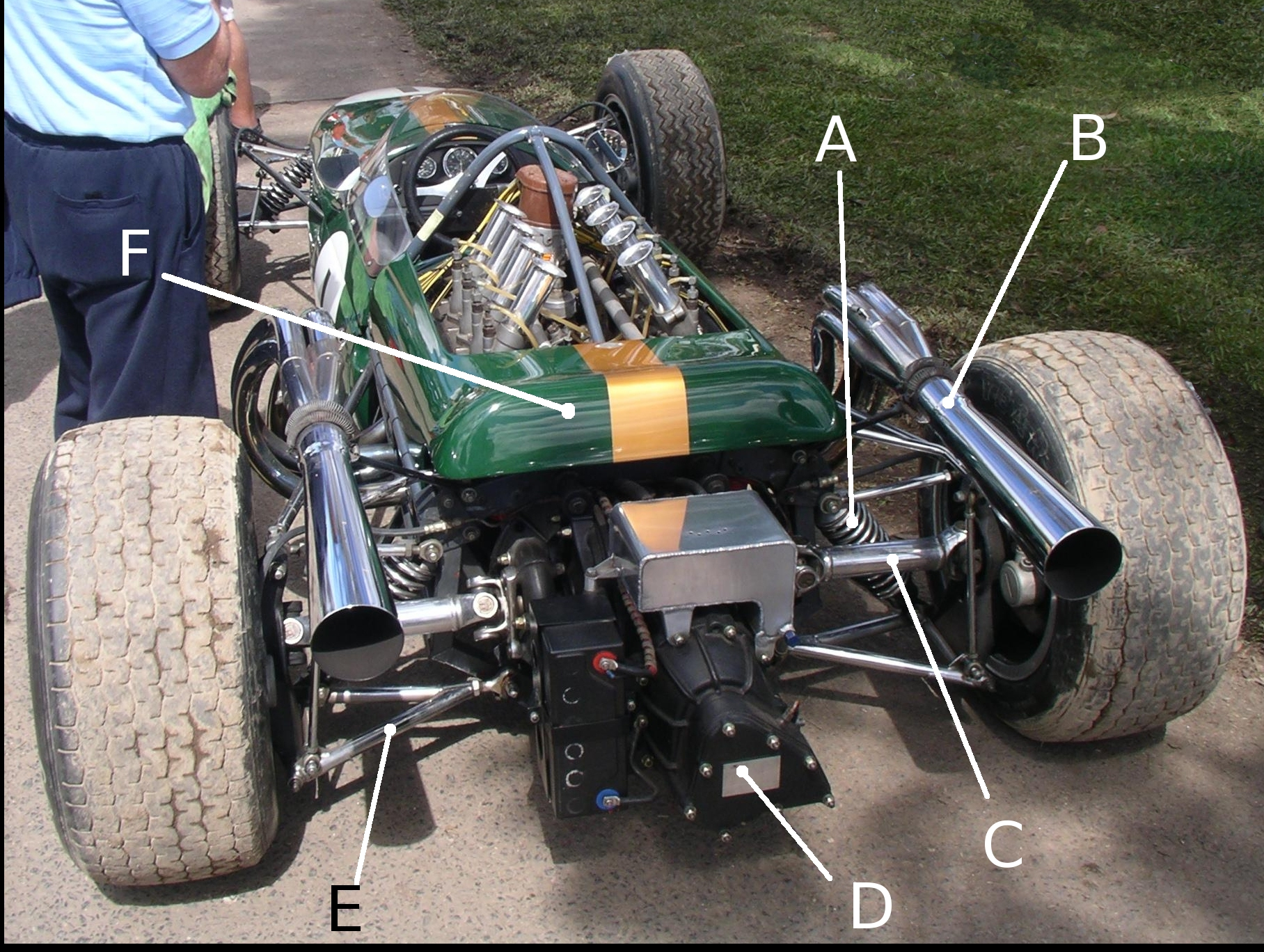
Vista posterior del BT19, que muestra:
A) Muelle helicoidal externo trasero
B) Escape 4 en 1 del bloque de cilindros derecho
C) Eje de transmisión derecho
D) Caja de cambios
E) Horquilla inferior invertida, formando parte de la suspensión trasera izquierda
F) Borde trasero levantado del capó del motor

La carrocería del BT19 era de plástico reforzado con fibra de vidrio, acabada en el habitual color verde de Brabham con adornos dorados en torno al morro. Aunque la ciencia de la aerodinámica no afectaría en gran medida a las carreras de Fórmula 1 hasta la temporada de 1968, Ron Tauranac había estado utilizando el túnel de viento de la Asociación de Investigación de la Industria del Motor desde 1963 para refinar la forma de sus coches. Brabham atribuyó el "morro hacia abajo y el labio trasero hacia arriba del capó del motor" a la "atención al detalle aerodinámico" de Tauranac.  Durante la temporada de 1967, el automóvil apareció con pequeños alerones en el morro, para reducir aún más la sustentación actuando en la parte delantera del bólido.
Al contrario de la tendencia establecida por el Lotus 21 de 1961, la suspensión del BT19, que controla el movimiento relativo del chasis y las ruedas, es totalmente externa. Es decir, los muelles y los voluminosos amortiguadores están montados en el espacio entre las ruedas y la carrocería, donde interfieren con el flujo de aire y aumentan la resistencia aerodinámica no deseada. Tauranac persistió con este enfoque aparentemente conservador basado en pruebas de túnel de viento que había llevado a cabo a principios de la década de 1960, que le indicaban que un diseño interno más complicado, con los resortes y amortiguadores ocultos debajo la carrocería, le proporcionaría solo una mejora del 2% en reducción de la resistencia. Llegó a la conclusión que esta pequeña mejora no era suficiente para rentabilizar el tiempo extra necesario para la configuración de un diseño interno en el circuito. En la parte delantera, la suspensión consiste en tramos independientes y dobles horquillas no paralelas. Las manguetas, los componentes sólidos sobre los que se montan las ruedas y los frenos, eran las utilizadas en el Triumph Herald sedan pero modificadas por Alford & Alder. La suspensión trasera está unida por un extremo al bastidor, tiene una horquilla inferior invertida y dos brazos de suspensión que se acoplan a montantes de aleación de magnesio fundido. Las ruedas tenían inicialmente 13 pulgadas de diámetro (330 mm), pero pronto se actualizaron a 15 pulgadas (380 mm) en tren trasero, y más tarde también 15 pulgadas en la tren delantero. Estos aumentos permitieron el uso de frenos más grandes y potentes. Los frenos de disco de acero se usaban en las cuatro ruedas y tenían un diámetro de 10.5 pulgadas (270 mm) para las ruedas más pequeñas y 11 pulgadas (280 mm) para las más grandes. El monoplaza montó neumáticos Goodyear a lo largo de su vida en competición.
El BT19 continuó la reputación de Tauranac de producir automóviles que se conducían bien. Brabham comentó del coche que "estaba muy bien equilibrado y me encantó su predisposición a sobrevirar en las curvas rápidas."  y se refería a él como su "Old Nail" (Clavo Viejo); Ron Tauranac ha explicado que esto era "porque tenía dos años, era genial conducir y no tenía vicios".

## Motor y transmisión

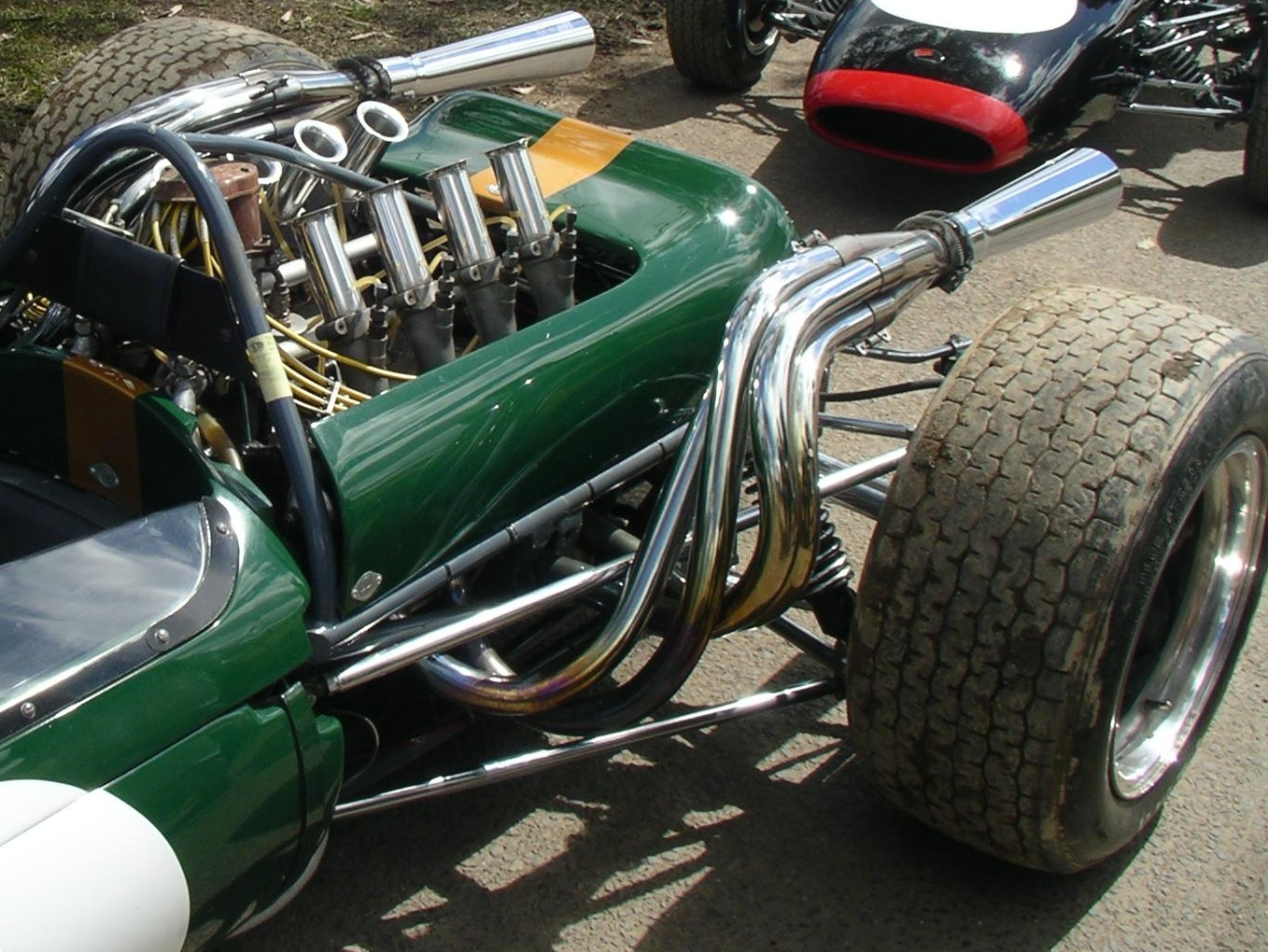
Primer plano de la suspensión trasera del BT19 donde se puede ver el escape del motor pasando entre las barras superior e inferior. Este diseño fue el utilizado en el BT20, originariamente los escapes del BT19 pasaban hacia arriba entre la barra superior y la estructura del chasis.

Los motores de carreras Repco fueron desarrollados por el diseñador de motores de motocicletas Phil Irving y construidos por un pequeño equipo en una subsidiaria de Repco, la Repco-Brabham motors Pty Ltd, en Maidstone, Australia. El motor de la serie 620 de Repco era una unidad con aspiración atmosférica y ocho cilindros en configuración en "V". Utilizaba el bloque de aleación de aluminio de los motores 215 de la Oldsmobile estadounidense. El motor 215 de Oldsmobile, que era utilizado en el cupé F-85 Cutlass entre 1961 y 1963, fue abandonado por General Motors después de sufrir problemas de producción. Repco instaló sus propias camisas de hierro fundido en los cilindros de los bloques Oldsmobile, que también se endurecieron con dos piezas de fundición de aleación de magnesio y contaban con culatas diseñadas también por Repco, con árboles de levas superiores accionados por cadena. Las piezas internas consistían en un cigüeñal hecho a medida por Laystall, bielas Chevrolet o Daimler y pistones especialmente fundidos. El diseño de la culata obligaban a que los tubos de escape del motor saliesen por el lado exterior del bloque y, por lo tanto, pasaban a través del bastidor tubular antes de meterse dentro de la suspensión trasera, una disposición que complicó considerablemente el trabajo del diseño de Tauranac. El motor es refrigerado por agua, con radiadores de aceite y agua montados en el morro.
El motor 620 era liviano para su época, pesaba alrededor de 154 kg, en comparación con los 227 kg del Maserati V12, pero en la forma de Fórmula 1 de 3 litros solo producía alrededor de 300 CV (220 kW) a menos de 8000 revoluciones por minuto (rpm), en comparación con los 330–360 CV (250–270 kW) producidos por los Ferrari y Maserati V12. Sin embargo, producía altos niveles de torque en un amplio rango de velocidades del motor, desde 3500 rpm hasta un torque máximo de 316  N · m a 6500 rpm. Instalado en el ligero chasis BT19, también era relativamente eficiente en combustible; en el debut del monoplaza, Brabham informó que el BT19 logró un consumo de 40 L a los 100 km, frente a cifras de alrededor de 70 L / 100 km para sus "rivales más exóticos". Esto significaba que podría comenzar un Gran Premio con solo 160 L de combustible a bordo, en comparación con alrededor 250 L para el Cooper T81-Maserati, lo que sumado a la diferencia de peso de motor y el chasis, el BT19 rondaba los 200 kg menos en orden de marcha. Además el motor tenía una ventaja adicional sobre los motores de carreras hechos a medida: las piezas eran baratas. Por ejemplo, los bloques del motor estaban disponibles por 11 libras esterlinas cada uno y las bielas costaban 7 libras cada una.
La unidad de la serie 740 utilizada en las tres carreras en las que participó el coche en 1967 tenía un bloque de motor diferente, más ligero y diseñado por Repco. También se rediseñaron las culatas que, entre otras mejoras, permitía montar sus escapes centralmente, sin pasar a través del bastidor tubular o la suspensión trasera, como sí hacían los de la serie 620. Entregaba una potencia máxima de 330 CV (250 kW).
El BT19 inicialmente estaba equipado con una caja de cambios Hewland HD (Heavy Duty), originalmente diseñada para su uso con motores de 2 litros, menos potentes. La mayor potencia del motor Repco de 3 litros era más de lo que la caja de cambios podía transmitir de manera fiable al acelerar a plena potencia desde el reposo, por lo que Brabham normalmente hacía arranques muy suaves para evitar roturas de la caja de cambios. El HD fue sustituido más tarde por el DG (Different Gearbox) de diseño más robusto, elaborado a petición de Brabham y Dan Gurney del equipo Anglo American Racers. Más tarde se popularizó entre otros constructores.

## Historial de carreras

Grand Prix Zandvoort, entrenamientos, Jack Brabham con el BT19

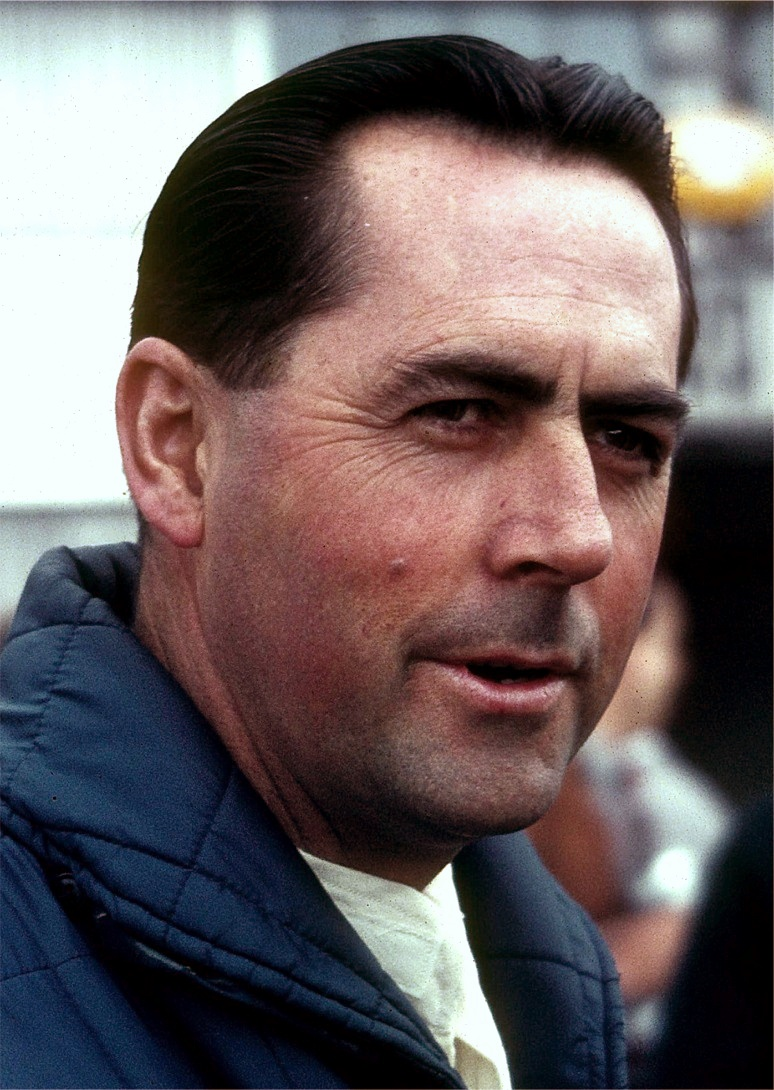
Jack Brabham tenía 40 años cuando ganó el título de pilotos de Fórmula 1 de 1966 pilotando el BT19.

Aunque su diseñador lo consideró un "arrebato", BT19 tuvo un historial de carreras de Fórmula 1 muy exitoso, casi en su totalidad en manos de Jack Brabham. BT19 participó en varias carreras antes de comienzo de la temporada del campeonato mundial de Fórmula 1 de 1966, como el Grand Prix de Sudáfrica en East London el 1 de enero, el BT19 fue el único coche presente con el nuevo 3 litos. Registró el tiempo más rápido en la sesión de calificación antes de la carrera, por lo tanto, obtuvo la pole position y lideró gran parte de la carrera antes de que la bomba de inyección de combustible se averiará. Padeció similares problemas en el Grand Prix de Siracusa en Sicilia que abandonó en la segunda vuelta.
La temporada del campeonato mundial de 1966 comenzó con el Gran Premio de Mónaco. Brabham se vio afectado por un resfriado y calificó mal antes de retirarse debido a un fallo de la caja de cambios del BT19. Surtees lideró la carrera en su Ferrari antes de que su diferencial fallara en la vuelta 15; Jackie Stewart ganó la carrera en un BRM P261 de 2 litros. En el siguiente Gran Premio, en Bélgica en el circuito de Spa, Brabham salvó un enorme derrape a 215 km / h bajo la lluvia en la primera vuelta. La lluvia eliminó a la mitad de la parrilla, incluido a Stewart, quien se perdería la próxima carrera con sus lesiones. El BT19, con neumáticos Goodyear que no eran adecuados para las condiciones, llegó a meta el cuarto de los cinco supervivientes. Surtees ganó la carrera por Ferrari, la última antes de que dejara el equipo italiano. En el circuito de Silverstone, Brabham obtuvo la pole, récord de vuelta rápida, y lideró toda la carrera para ganar por delante de campeones como John Surtees, en un Cooper Maserati 9/F1 3.0 V12, Graham Hill y Jackie Stewart en BRM P83 3.0 H16 y Jim Clark en un Climax FWMV 2.0 V8.
En el Gran Premio de Francia, celebrado en el circuito de alta velocidad Reims-Gueux, Brabham siguió de cerca al líder de la carrera Lorenzo Bandini desde el comienzo de la carrera, utilizando el rebufo del Ferrari más poderoso de Bandini para remolcarlo hasta 13 km más rápido por las rectas de lo que el BT19 podría alcanzar él solo. Esto permitió a Brabham consolidar su liderazgo sobre el segundo piloto de Ferrari, el novato en la Fórmula 1, Mike Parkes. Después de 12 vueltas, Bandini se alejó de Brabham con una diferencia de más de 30 segundos, pero cuando el monoplaza italiano se retrasó por el cable del acelerador roto en la vuelta 32, Brabham llegó a la meta para ganar a Parkes y convertirse en el primer hombre en ganar un carrera del Campeonato Mundial de Fórmula 1 en uno de sus propios coches.
Aunque el primer Brabham BT20, el coche definitivo de 1966, había estado disponible en Reims, Brabham continuó con el BT19 y lo usó para ganar las siguientes tres carreras de campeonato. Ferrari, competitivo en las tres carreras de campeonato hasta ese momento, no estuvo presente en el Gran Premio de Gran Bretaña. La carrera se llevó a cabo en el apretado y retorcido circuito de Brands Hatch, la pista se volvió resbaladiza por el escape de aceite de otros autos y por la llovizna. Brabham estableció la pole y lideró toda la carrera.  En la siguiente prueba del campeonato, el Gran Premio de los Países Bajos, Brabham informó que el circuito de baja velocidad de Zandvoort es "aun más aceitoso y traicionero que Brands". Brabham ganó la carrera después de adelantar al Lotus 33-Climax de 2 litros menos potente de Jim Clark, que había superado a Brabham en la primera mitad de la carrera, cuando se retrasó por problemas de sobrecalentamiento.  El Gran Premio de Alemania se celebró en el Nürburgring Nordschleife, un circuito que Brabham describió como "Brands Hatch con esteroides". En la primera vuelta, Brabham tomó la delantera de Surtees, ahora conduciendo un Cooper-Maserati. Brabham ganó después de una pelear la carrera contra Surtess bajo la lluvia. Con cuatro victorias y más carreras acabadas que cualquiera de sus rivales en el mundial, Brabham tenía una ventaja de 22 puntos en el campeonato de pilotos y solo Surtees o Stewart podrían atraparlo en el campeonato si uno de ellos ganaba las tres carreras restantes.
Jack Brabham usó BT19 nuevamente en el Gran Premio de Italia, en Monza, otro circuito de alta velocidad. Se completó un segundo BT20 para la pista italiana y Brabham lo probó en los entrenamientos para la carrera, pero decidió competir con su Old Nail, que sintió que estaba equipado con un motor más fuerte. Al igual que en Reims, Brabham sobrepasó a los líderes de la carrera desde el principio, pero una fuga de aceite detuvo el automóvil después de 8 vueltas. Ni Surtees, ni Stewart terminaron la carrera y Brabham aseguró su tercer campeonato mundial.
Brabham usó el BT19 una vez más ese año para obtener la pole position y la victoria en la Oulton Park Gold Cup, una carrera que no formaba parte del campeonato, antes de usar un nuevo BT20 para las dos últimas carreras de la temporada del campeonato. El BT19 se usó nuevamente en tres de las primeras cuatro carreras de campeonato en la temporada de Fórmula 1 de 1967, debutando con el nuevo motor Repco 740 en el Gran Premio de Mónaco, donde obtuvo la pole position, y terminó segundo en el Gran Premio de los Países Bajos.
BT19 también compitió en las dos últimas carreras de las Tasman Series 1965/66 en Australia, que se celebró según las regulaciones de Fórmula 1 anteriores a 1961, incluido un límite de capacidad del motor de 2.5 litros. La Tasman racing fue el propósito original del motor Repco y se suponía que la participación de Brabham promovería la versión de 2.5 litros. Frank Hallam, jefe de Repco-Brabham responsable de construir los motores Repco, ha dicho que la versión más pequeña "nunca sacaba la potencia por litro que produjo el motor de 3 litros", que en sí misma no era una unidad poderosa. Equipado con el motor de 2.5 litros BT19 registró un retirada y un tercer lugar en la serie.

## Exhibiciones

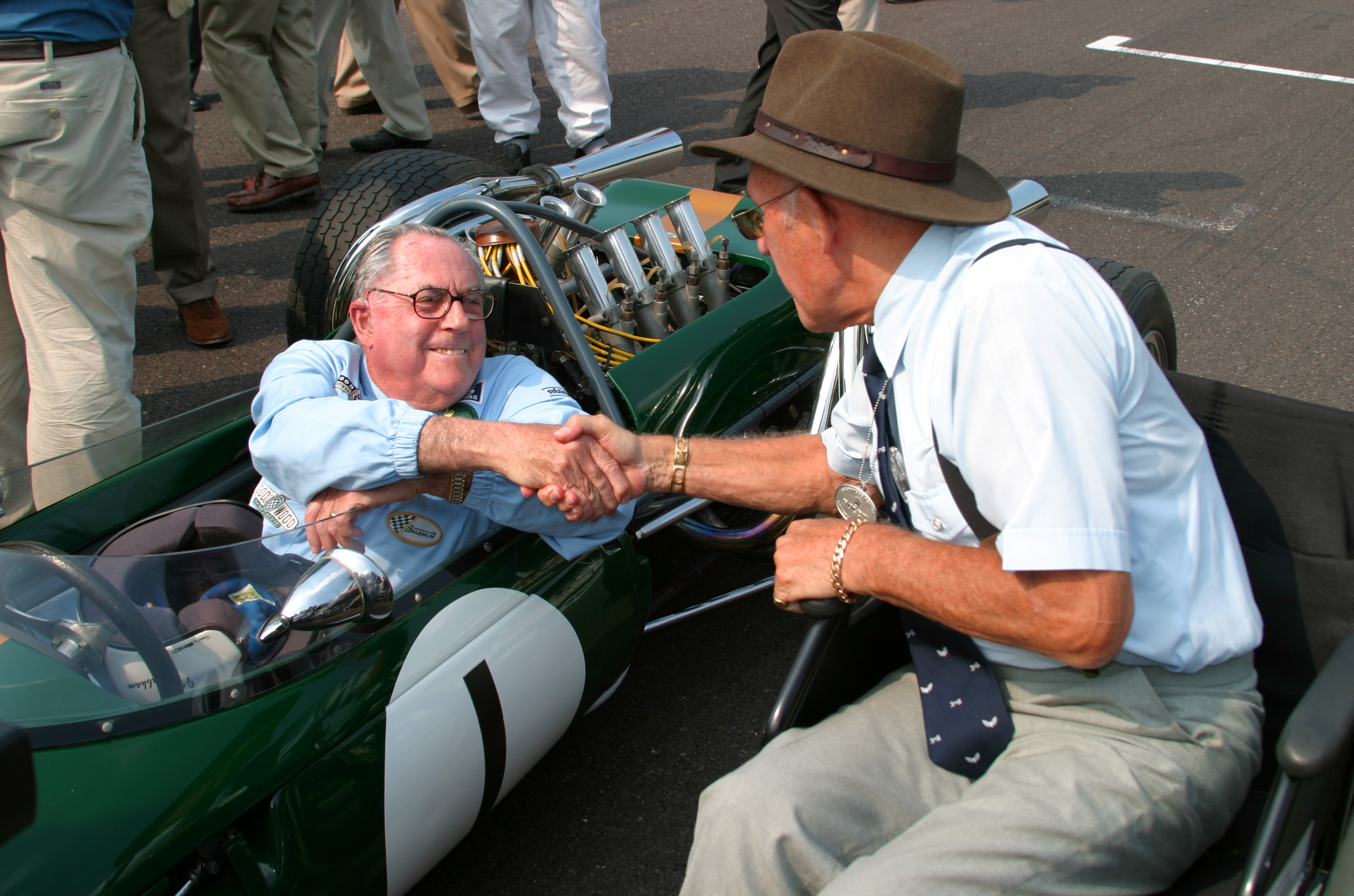
Los ex rivales Jack Brabham y Stirling Moss en la reunión de Goodwood Revival de 2004. Brabham está sentado en el BT19.

El BT19 no corrió en una competición seria desde después de 1967. Brabham se retiró y regresó a Australia a fines de 1970. Conservó la propiedad del coche hasta 1976, cuando pasó a manos de Repco y fue restaurado por el Grupo Repco Engine Parts. En 1986, se formó Automotive Components Ltd. (ACL) para la compra de la administración de Engine Parts Group, que incluyó la transferencia del BT19 a la nueva compañía. Desde su restauración, el automóvil se ha mostrado con frecuencia en eventos, incluido el Gran Premio de Australia de 1978 en Sandown, donde Brabham participó en una enérgica demostración con Juan Manuel Fangio conduciendo su Mercedes-Benz W196. Brabham y el monoplaza también aparecieron en los primeros GP de Australia que se celebrarán en los circuitos urbanos Adelaide (1985) y Melbourne (1996 ). También apareció en la reunión de 2004 Goodwood Revival en el Reino Unido. ACL vendió el automóvil a Repco en 2004. En 2008, el coche se instaló en el Museo Nacional de Deportes de Australia en Melbourne Cricket Ground, prestado por Repco.
En 2002, en la reunión histórica inaugural de Speed on Tweed en Murwillumbah, Brabham, entonces de 76 años, comentó: "Ha sido un automóvil maravilloso a lo largo de los años, ha sido muy bien cuidado y es un placer venir y conducirlo. Venir a Murwillumbah fue una muy buena excusa para volver a verlo y conducirlo de nuevo, me temo que es algo de lo que nunca me cansaré ".

## Resultados

### Fórmula 1
(Clave) (negrita indica pole position) (cursiva indica vuelta rápida)

| Año     | Motor            | Neu. | Pilotos      | 1   | 2   | 3   | 4   | 5   | 6   | 7   | 8   | 9   | 10  | 11  | Puntos   | Pos. |
| ------- | ---------------- | ---- | ------------ | --- | --- | --- | --- | --- | --- | --- | --- | --- | --- | --- | -------- | ---- |
| 1966    | Repco 620 3.0 V8 | G    |              | MON | BEL | FRA | GBR | NED | GER | ITA | USA | MEX |     |     | 39*      | 1.º  |
| 1966    | Repco 620 3.0 V8 | G    | Jack Brabham | Ret | 4   | 1   | 1   | 1   | 1   | Ret |     |     |     |     | 39*      | 1.º  |
| 1967    | Repco 620 3.0 V8 | G    |              | RSA | MON | NED | BEL | FRA | GBR | GER | CAN | ITA | USA | MEX | 63 (67)* | 1.º  |
| 1967    | Repco 620 3.0 V8 | G    | Jack Brabham |     | Ret | 2   |     |     |     |     |     |     |     |     | 63 (67)* | 1.º  |
| 1967    | Repco 620 3.0 V8 | G    | Denny Hulme  |     |     |     | Ret |     |     |     |     |     |     |     | 63 (67)* | 1.º  |
| Fuente: |                  |      |              |     |     |     |     |     |     |     |     |     |     |     |          |      |

- * Incluye puntos obtenidos por otros monoplazas.

### Otras competiciones
| Año  | Evento                    | Localidad            | Piloto       | Resultado | Categoría       |
| ---- | ------------------------- | -------------------- | ------------ | --------- | --------------- |
| 1966 | Gran Premio de Sudáfrica  | East London          | Jack Brabham | Ret       | Fórmula 1       |
| 1966 | Sandown Park Cup          | Sandown              | Jack Brabham | Ret       | Tasman Series   |
| 1966 | South Pacific Trophy      | Longford             | Jack Brabham | 3         | Tasman Series   |
| 1966 | Gran Premio de Siracusa   | Circuito de Siracusa | Jack Brabham | Ret       | Fórmula 1       |
| 1966 | BRDC International Trophy | Silverstone          | Jack Brabham | 1         | Fórmula 1       |
| 1966 | 10 Lap Racing Car Event   | Surfers Paradise     | Jack Brabham | DNP       | Fórmula Libre † |
| 1966 | Oulton Park Gold Cup      | Oulton Park          | Jack Brabham | 1         | Fórmula 1       |
| 1967 | Oulton Park Gold Cup      | Oulton Park          |              |           | Fórmula 1       |
| 1967 | Gran Premio de España     | Circuito del Jarama  | Jack Brabham | 3         | Fórmula 1       |

† Esta inscripción fue un apoyo al Trofeo Surfers Paradise de 1966, el 14 de agosto de 1966.